# Campeonato Mundial de Ciclismo en Pista de 2002
El XCIX Campeonato Mundial de Ciclismo en Pista se celebró en Ballerup (Dinamarca) entre el 25 y el 29 de septiembre de 2002 bajo la organización de la Unión Ciclista Internacional (UCI) y la Unión Danesa de Ciclismo.
Las competiciones se realizaron en el velódromo Siemens Arena de la ciudad danesa. En total se disputaron 15 pruebas, 9 masculinas y 6 femeninas.

## Medallistas

### Masculino
| Evento                          | Oro                                                                                          | Plata | Bronce                                                                             |
| ------------------------------- | -------------------------------------------------------------------------------------------- | --- | ---------------------------------------------------------------------------------- |
| Velocidad individual (29.09)    | Sean Eadie Australia                                                                         | Jobie Dajka Australia                                                                                      | Florian Rousseau Francia                                                           |
| Velocidad por equipos (27.09)   | Reino Unido Jamie Staff Chris Hoy Craig MacLean 44,370                                       | Australia Ryan Bayley Jobie Dajka Sean Eadie 44,508                                                        | Alemania · Jens Fiedler · Sören Lausberg · Carsten Bergemann · 44,838              |
| Persecución individual (25.09)  | Bradley McGee Australia 4:17,875                                                             | Luke Roberts Australia 4:24,925                                                                            | Jens Lehmann · Alemania ·                                                          |
| Persecución por equipos (27.09) | Australia Peter Dawson Brett Lancaster Stephen Wooldridge Luke Roberts Mark Renshaw 4:00,362 | Alemania · Christian Bach · Guido Fulst · Sebastian Siedler · Jens Lehmann · Christian Lademann · 4:07,384 | Reino Unido Paul Manning Bryan Steel Bradley Wiggins Chris Newton Stephen Cummings |
| 1 km contrarreloj (26.09)       | Chris Hoy Reino Unido 1:01,893                                                               | Arnaud Tournant Francia 1:01,894                                                                           | Shane Kelly Australia 1:02,128                                                     |
| Carrera por puntos (28.09)      | Chris Newton Reino Unido 76 pts.                                                             | Franz Stocher · Austria · 50 pts.                                                                          | Juan Esteban Curuchet Argentina 49 pts.                                            |
| Scratch (26.09)                 | Franco Marvulli · Suiza                                                                      | Anthony Gibb Reino Unido                                                                                   | Stefan Steinweg · Alemania                                                         |
| Keirin (25.09)                  | Jobie Dajka Australia                                                                        | José Antonio Villanueva · España                                                                           | René Wolff · Alemania                                                              |
| Madison (29.09)                 | Jérôme Neuville Franck Perque Francia 5 pts.                                                 | Roland Garber · Franz Stocher · Austria · 18 (-1) pts.                                                     | Juan Esteban Curuchet Edgardo Simón Argentina 17 (-19) pts.                        |

### Femenino
| Evento                         | Oro                                                     | Plata                                      | Bronce                             |
| ------------------------------ | ------------------------------------------------------- | ------------------------------------------ | ---------------------------------- |
| Velocidad individual (28.09)   | Natalia Tsylinskaya · Bielorrusia                       | Kerrie Meares Australia                    | Katrin Meinke · Alemania           |
| Persecución individual (27.09) | Leontien Zijlaard-van Moorsel · Países Bajos · 3:34,330 | Olga Sliusareva · Rusia · 3:36,188         | Katherine Bates Australia 3:36,289 |
| 500 m contrarreloj (26.09)     | Natalia Tsylinskaya · Bielorrusia · 34,838              | Nancy Contreras Reyes · México · 34,898    | Kerrie Meares Australia 34,964     |
| Carrera por puntos (28.09)     | Olga Sliusareva · Rusia · 35 pts.                       | Lada Kozlíková · República Checa · 23 pts. | Vera Carrara · Italia · 20 pts.    |
| Scratch (29.09)                | Lada Kozlíková · República Checa                        | Rochelle Gilmore Australia                 | Olga Sliusareva · Rusia            |
| Keirin (25.09)                 | Li Na China                                             | Clara Sanchez Francia                      | Rosealee Hubbard Australia         |

## Medallero
| Núm. | País            | Oro | Plata | Bronce | Total |
| ---- | --------------- | --- | ----- | ------ | ----- |
| 1    | Australia       | 4   | 5     | 4      | 13    |
| 2    | Reino Unido     | 3   | 1     | 1      | 5     |
| 3    | Bielorrusia     | 2   | 0     | 0      | 2     |
| 4    | Francia         | 1   | 2     | 1      | 4     |
| 5    | Rusia           | 1   | 1     | 1      | 3     |
| 6    | República Checa | 1   | 1     | 0      | 1     |
| 7    | China           | 1   | 0     | 0      | 1     |
| 7    | Países Bajos    | 1   | 0     | 0      | 1     |
| 7    | Suiza           | 1   | 0     | 0      | 1     |
| 10   | Austria         | 0   | 2     | 0      | 2     |
| 11   | Alemania        | 0   | 1     | 5      | 6     |
| 12   | España          | 0   | 1     | 0      | 1     |
| 12   | México          | 0   | 1     | 0      | 1     |
| 14   | Argentina       | 0   | 0     | 2      | 2     |
| 15   | Italia          | 0   | 0     | 1      | 1     |
|      | TOTAL           | 15  | 15    | 15     | 45    |